# Barbara Rocco
Barbara Rocco (Zagreb, 12. prosinca 1969.), hrvatska filmska, televizijska i kazališna glumica.

## Životopis
Rođena je 1969. godine u Zagrebu. Kćer je glumice Nade Rocco. Diplomirala je na Akademiji dramske umjetnosti u Zagrebu. Od 1994. godine članica je ansambla HNK Varaždin te je odigrala raskošan niz uloga. Osim u HNK u Varaždinu glumila je i u drugim kazalištima, te na televiziji i filmu.
Bavi se kazališnom režijom, pedagoškim radom, piše televizijske scenarije i pjeva jazz.
Dobitnica je brojnih glumačkih nagrada, među kojima i dvije Nagrade hrvatskog glumišta.

## Filmografija

### Televizijske uloge
- "U dobru i zlu" kao Estera (2025.)
- "Drugo ime ljubavi" kao Ksenija Kolar (2019. – 2020.)
- "Stipe u gostima" kao Barbara (2012.)
- "Najbolje godine" kao Anka Lovrić (2009. – 2010.)
- "Hitna 94" kao Jagoda (2008.)
- "Ponos Ratkajevih" kao Bela Krleža (2007. – 2008.)
- "Obični ljudi" kao proročica Marija (2007.)
- "Luda kuća" kao Renata Podrugac (2006.)
- "Naši i vaši" kao Barbara (2002.)
- "Hlapićeve nove zgode" kao Hlapić/Guccinski/Princeza Roza (glas) (2002.)
- "Smogovci" kao Vlasta (1991.; 1997.)
- "Tuđinac" (1990.)

### Filmske uloge
- "Kiss of Life" kao žena u baru (2003.)
- "Je li jasno, prijatelju?" kao pjevačica (2000.)
- "Kad mrtvi zapjevaju" kao Njemica (1999.)
- "Teško je reći zbogom" kao Tea (1998.)
- "Čudnovate zgode šegrta Hlapića" kao Praščić (glas) (1997.)
- "Rusko meso" (1997.)
- "Mrtva točka" kao Sanja (1997.)
- "Između Zaglula i Zaharijusa" (1994.)
- "Svaki put kad se rastajemo" kao medicinska sestra (1994.)
- "Zlatne godine" kao gošća #1 (1993.)
- "Ljeto za sjećanje" (1990.)
- "Stela" kao Ana (1990.)
- "Čovjek koji je volio sprovode" (1989.)
- "U sredini mojih dana" (1988.)
- "Gospođica" (1980.)

### Sinkronizacija
- "Lukavi lisac Renato" kao Latica, Lopatnio i Julija (2008.)
- "Titan: Nakon uništenja Zemlje" kao Akima Kunimoto i starica (2006.)
- "Bambi" kao Lupkova mama
- "Majstor Fantaz" kao Tomica

## Vanjske poveznice
- Stranica na hnkvz.hr
- Barbara Rocco u internetskoj bazi filmova IMDb-u (engl.)